# Coletta
Coletta is een geslacht van uitgestorven basale procolophonide parareptielen uit afzettingen van het Vroeg-Trias (Indien) van de provincie Oost-Kaap, Zuid-Afrika.
Het is bekend van het holotype GHG 228, een schedel met fragmentarische onderkaken. Het werd verzameld op de boerderij Brakfontein 333 in het Cradock District. Het werd gevonden in de Katbergformatie van de Beaufortgroep (Karoo Basin) en toegewezen aan de Lystrosaurus Assemblage Zone. Het werd benoemd door Christopher E. Gow in 2000 en de typesoort is Coletta seca.
Coletta was een van de meest basale procolophoniden, met overeenkomsten met owenettiden als Owenetta. De geslachtsnaam Coletta verwijst naar zowel Procolophon als Owenetta, omdat het gezien werd als een soort tussenvorm tussen beide. De soortaanduiding seca is een Latijns woord dat "steekwapen" betekent. Dit verwijst naar de grote, hoektandachtige tanden op de ploegschaarbeenderen in het verhemelte.